# Conrad Electronic
Conrad Electronic je původem německá zásilková společnost. Byla založena roku 1923 v Berlíně Maxem Conradem a jeho rodina ji řídí již po čtyři generace.

## Historie
Max Conrad v roce 1923 otevřel obchod specializující se na nový produkt, rádio a uvedl na trh sestavu Radio Conrad. V roce 1936 převzal firmu jeho syn Werner Conrad. Bylo mu 21 let a přišel na trh s televizorem. O rok později vydal první 16 stránkový katalog s výrobky a první knihu s názvem Televizor od A do Z.
Po druhé světové válce, v roce 1946, se centrála tehdy zničené firmy přesunula z Berlína do Hirschau. V roce 1951 byl otevřen první obchod s elektronikou a o tři roky později, kdy do firmy nastoupil syn Wernera Conrada Klaus, byla v distribučních centrech v Berchtesgadenu, Berlíně, Düsseldorfu a Norimberku zřízena zásilková služba.
V roce 1976, po smrti Wernera Conrada, přebral Klaus Conrad vedení společnosti a změnil její obchodní strategii. Zasloužil se o zavedení počítačového systému do firemní logistiky. Firma Conrad se stala největším zaměstnavatelem v regionu[zdroj?] a síť jejích poboček se rozprostřela po celém Německu. V roce 1977 bylo denně odesíláno přibližně 1000 zásilek a hlavní katalog firmy obsahoval 500 stránek s 30 tisíci produkty.[zdroj?] O jedenáct let později, v roce 1988, Conrad expandoval mimo evropské trhy a založil první pobočku v Hongkongu.

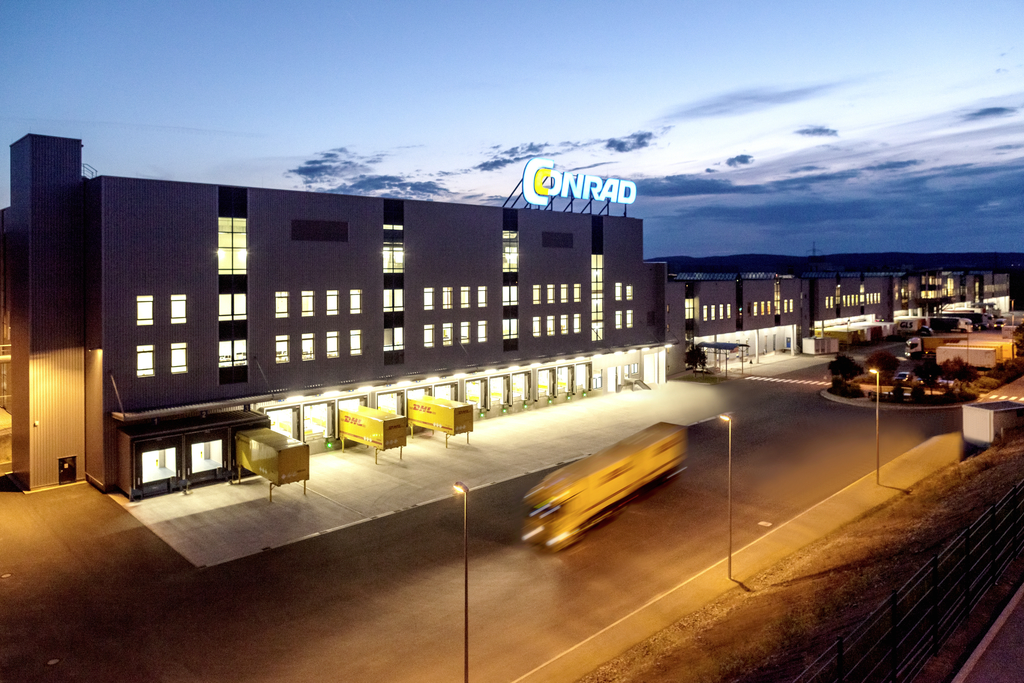
Logistické centrum Conrad Electronic ve Wernbergu

V roce 1993 se k řízení firmy připojil syn Klause Conrada Werner Conrad. V té době byly již dceřiné společnosti v mnoha evropských zemích, a aby byl objem zakázek zvládnutelný, bylo roku 1995 vybudováno nové logistické centrum ve Wernbergu. 
V roce 1997 se z firma zapojila do online obchodu. Návštěvnost webu tehdy činila 500 návštěvníků za týden.[zdroj?]
O rok později se společnost zaměřila na B2B obchod a k této příležitosti vydala i speciálně zaměřený katalog. V roce 1999 otevřela první supermarket Conrad v Rakousku, k němuž postupně přibyly supermarkety v Německu a Švýcarsku. Roku 2004 byl rozšířen sklad ve Wernbergu na 92 903 m². Za své úspěchy získala firma v roce 2007 v Německu ocenění „Prodejce roku“ a o dva roky později se dostala na seznam „Značky století“.[zdroj?]
V roce 2023 Conrad Holding zaměstnával více než 2300 zaměstnanců po celém světě. V roce 2014 bylo otevřeno nově postavené křídlo skladu ve Wernbergu, díky čemuž se navýšila kapacita zásilek na 40 tisíc denně. Celý komplex má přibližně 100 000 m² skladového prostoru, nachází se v něm asi 42 tisíc palet a téměř deset km dlouhý skladový pás.[zdroj?]

## Conrad Electronic Česká republika

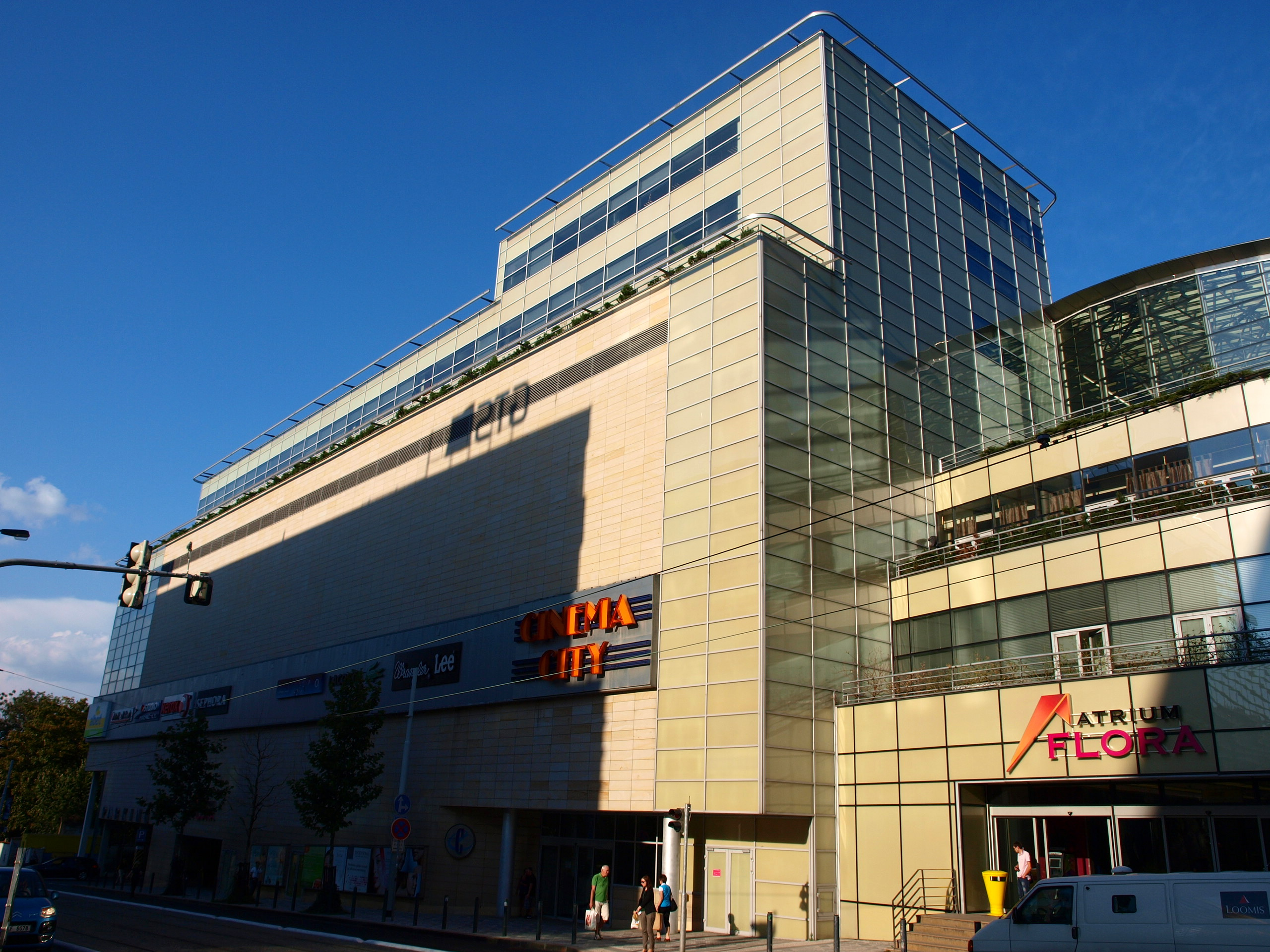
Sídlo Conrad Electronic Česká republika, Atrium Flora v Praze

Česká pobočka Conrad Electronic Česká republika, s.r.o., vznikla 19. prosince roku 2007. Firma se nejprve zaměřila výhradně na velkoobchodní zákazníky, roku 2009 byl poprvé umožněn i koncový nákup. Nyní je v Česku nabízen sortiment více než 1 milion produktů. V současné době se soustředí na prodej elektroniky B2B.[zdroj?] Conrad nabízí produkty firem jako Fluke, FLIR, Weller, HellermannTyton, Eaton, LAPP, EA Elektro Automatik, TDK-Lambda, Werma Signaltechnik, Microsoft, Philips, Samsung, Bosch, LG, Osram nebo Canon, ale i své vlastní produkty značek Voltcraft, Toolcraft, Modelcraft, Reely, Conrad Energy, C-Control, Renkforce, Eurochron, Speaka nebo Mc Crypt.